# 福嶋康博
福嶋 康博（ふくしま やすひろ、1947年8月18日 - ）は、日本の実業家。株式会社スクウェア・エニックス・ホールディングス名誉会長。スクウェア・エニックスの前身の一つである株式会社エニックスの創設者であり、スクウェア・エニックス・ホールディングスの筆頭株主。

## 来歴・人物
北海道旭川市出身。北海道旭川工業高等学校建築科を経て、1970年日本大学理工学部建築学科卒業。大学卒業後に、アメリカ、インド等を放浪した後、1974年に個人経営会社・営団社募集サービスセンターを創業。公団住宅の空き情報誌配布を事業化し成功。翌年には株式会社営団社募集サービスセンターを設立し、代表取締役社長に就任する。
1982年、営団社募集サービスセンターの新規事業としてゲームソフト企画販売を行う会社・株式会社エニックスを設立。アマチュア向けのゲームプログラムコンテストを行い、クリエイターとプログラマーを発掘する。当時まだ高校3年生だった中村光一の作品『ドアドア』を皮切りに、『ポートピア連続殺人事件』や『ドラゴンクエスト』などのゲームソフトを発売。一気にエニックスを株式公開企業まで押し上げた。
その後、『ドラゴンクエスト』を核としながらゲームグッズ事業、出版事業を展開。ゲームグッズ事業では、ドラゴンクエストバトルえんぴつがヒットし、一時は同製品が鉛筆市場の一割のシェアを獲得した。また出版事業では、少年漫画誌月刊少年ガンガンを発行した。当時、月刊漫画誌市場は売れないといわれていたが、ゲーム事業で培ったブランド力を生かし、この出版界の常識を打ち破ることに成功した。
さらにゲーム業界発展の為、当時スクウェアの社長を務めていた武市智行らと共同で社団法人コンピュータエンターテインメント協会（CESA）を設立した。
2003年のスクウェアとの合併によりスクウェア・エニックスの代表取締役会長CEOに就任。2004年6月19日付で代表権を返上し取締役も退任。相談役名誉会長に就任。2005年6月からは名誉会長。2008年10月からはスクウェア・エニックス・ホールディングス名誉会長を務める。2009年秋、藍綬褒章を受章。